# Molinàs
Molinàs és un nucli de població deshabitat ubicat al municipi de Colera, a l'Alt Empordà.
Aquest indret va néixer al mateix temps que Sant Miquel de Colera al darrer terç del Segle XVIII. Està situat aproximadament a un km de la carena de l'Albera, i a uns 4 km de Colera, en una vall a uns 100 m d'altitud. La Riera de Molinàs recorre aquesta vall.
El veïnat de Molinàs va ser despoblat 200 anys més tard, degut als estralls i calamitats com la fil·loxera o la glaçada de 1956, i a la mancança de comunicacions adequades.
A prop d'aquest nucli deshabitat hi ha el Castell de Molinàs i l'ermita de Sant Miquel de Colera.